# Jessica Paszka

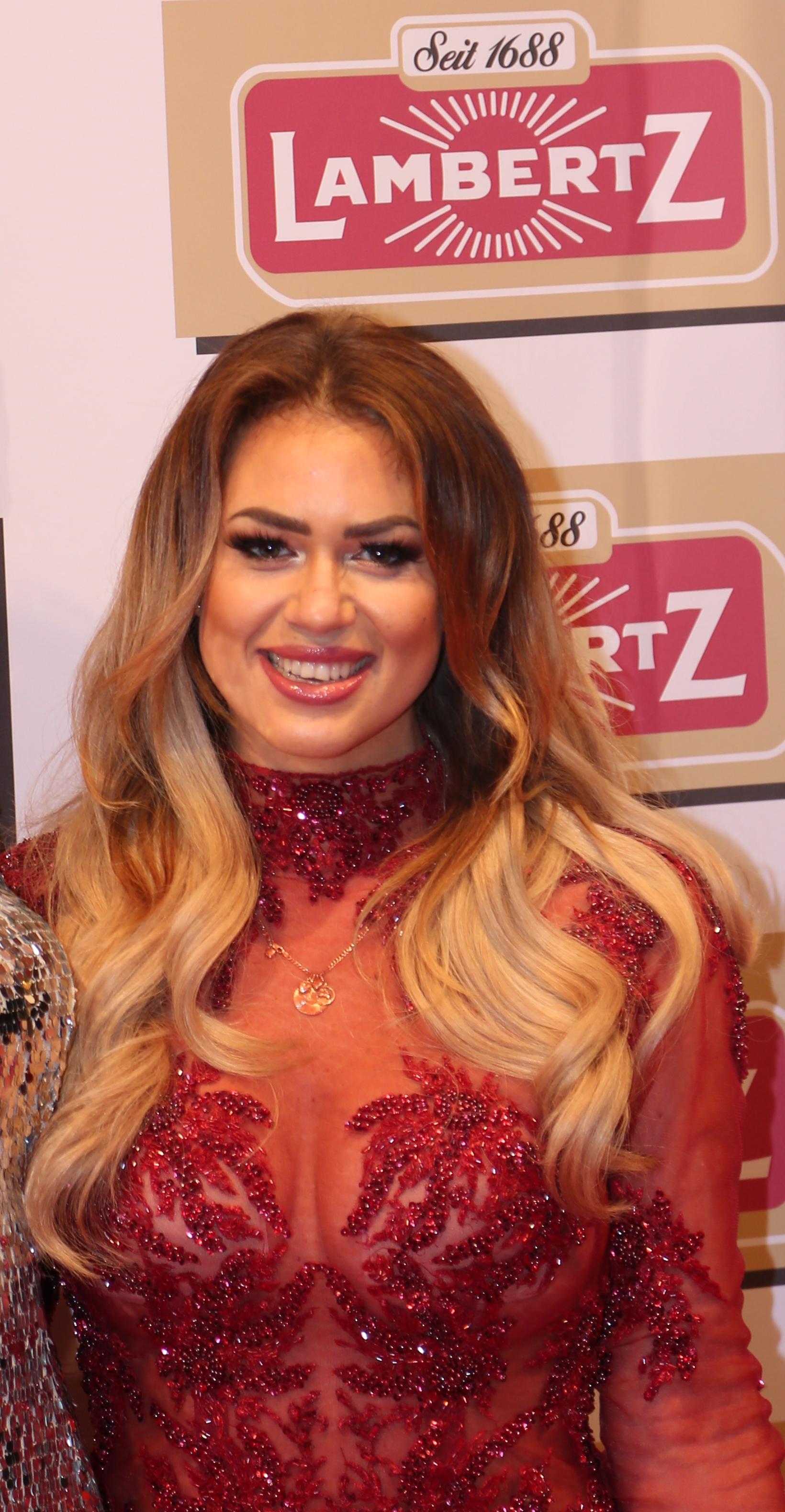
Jessica Paszka (2017)

Jessica Paszka, verheiratete Haller (* 15. April 1990 in Essen) ist eine deutsche Reality-TV-Teilnehmerin. Sie wurde 2014 durch die Fernsehshow Der Bachelor bekannt.

## Leben
Die Tochter polnischer Eltern wuchs in Essen auf. Sie arbeitete bis 2014 als Bürokauffrau.
Haller war von 2018 bis 2019 in einer Beziehung mit dem australischen Fußballspieler Ajdin Hrustić. Seit 2020 ist Haller mit dem Zweitplatzierten ihrer Bachelorette-Staffel Johannes Haller liiert. Im Mai 2021 kam ihre gemeinsame Tochter Hailey-Su zur Welt und im Dezember heiratete das Paar.

## TV-Auftritte
2014 nahm Haller an der vierten Staffel der Reality-Show Der Bachelor teil, wo sie den geteilten fünften Platz belegte. Anschließend nahm sie mit ihren ehemaligen Konkurrentinnen Katja Kühne, Daniela Michalski und Angelina Heger an einem Bachelor-Special von Das perfekte Promi-Dinner teil.
Im Anschluss an ihren Auftritt beim Bachelor bekam Haller einen Plattenvertrag angeboten und veröffentlichte im Juli 2014 ihre Single Hemmungslos.
Anfang Januar 2016 spielte Haller in einer Folge von mieten, kaufen, wohnen mit. Im Mai 2016 wurde sie vom Magazin taff bei ihren Schönheitsoperationen begleitet. Im September 2016 war Haller als Kandidatin im Promi-Big-Brother-Haus zu sehen, wo sie den 5. Platz belegte.
2017 war sie der Mittelpunkt der vierten Staffel von Die Bachelorette und entschied sich im Finale für den Schlagzeuger David Friedrich, mit dem sie bis Ende September 2017 liiert war. Im selben Jahr war sie auf dem Cover und in der deutschen August-Ausgabe des Herrenmagazins Playboy zu sehen.
2018 nahm Haller gemeinsam mit Robert Beitsch an der 11. Staffel der RTL-Show Let’s Dance teil, bei der sie nach der zweiten Sendung ausschied und den 13. Platz belegte. Im September 2018 war Haller als Kandidatin von Fort Boyard zu sehen. 2020 gewann sie die Gesangsshow Pretty in Plüsch im Duett mit der Puppe Kevin Puerro, bei der Henning Wehland die Singstimme war. 2024 gewann Haller "Die Verräter - Vertraue Niemandem!" auf RTL plus.

## Fernsehauftritte
- 2014: Der Bachelor (RTL) (vierte Staffel)
- 2014: Das perfekte Promi-Dinner (VOX)
- 2016: mieten, kaufen, wohnen (VOX)[14]
- 2016: taff (ProSieben)
- 2016: Promi Big Brother (Sat.1) (Kandidatin, 5. Platz)
- 2017: Die Bachelorette (RTL)
- 2018: Promi Shopping Queen (VOX)
- 2018: Offscreen (2 Episoden)
- 2018: AstroTV
- 2018: Let’s Dance (RTL)
- 2018: Fort Boyard (Sat.1)
- 2018: Die ProSieben Wintergames (ProSieben)
- 2019: Fitness Diaries (Sixx) (zweite Staffel)[15]
- 2020: Pretty in Plüsch (Sat.1)
- 2024: Die Verräter – Vertraue Niemandem! (RTL) (Gewinnerin)